# Egidius Everaerts
Egidius Ludovicus Everaerts (Antwerpen, 28 januari 1877 – Nijmegen, 11 juli 1949) was een Belgische beeldhouwer, die vanaf 1914 werkzaam was in Nederland.

## Leven en werk
Everaerts was een zoon van beeldhouwer Nicolaus Josephus Everaerts en Catharina Claes. Hij studeerde aan de Koninklijke Academie voor Schone Kunsten van Antwerpen onder Frans Deckers en Jaak de Braekeleer en vervolgde zijn studie bij Thomas Vinçotte. Hij maakte diverse studiereizen en werkte onder andere op ateliers in Parijs en Londen. In 1910 opende hij zijn eigen atelier in Antwerpen.
In 1914 trok Everaerts voor werk naar Nijmegen, waar hij ontwerpen van Henri Leeuw jr. uitvoerde voor het nieuwe Concertgebouw De Vereeniging. België raakte in die tijd betrokken bij de Eerste Wereldoorlog en Everaerts' atelier werd getroffen door een granaat, hij besloot daarop in Nijmegen te blijven. Hij maakte veel geveldecoraties, grafmonumenten en enkele vrije beelden en deed geregeld mee aan tentoonstellingen. In 1940 werd zijn Nijmeegs atelier getroffen door brand. Na de Tweede Wereldoorlog deed hij niet meer mee aan exposities. Hij overleed in 1949 op 72-jarige leeftijd.

## Werken (selectie)
- diverse reliëfs en ornamenten (1914/1915) voor Huize Heijendaal, Nijmegen.
- Muze van de Kunst (1914/1915), voor Huize Heijendaal, Nijmegen.
- Mercurius (1914/1915), voor Huize Heijendaal, Nijmegen.
- Mercuriuskop, wapen van Nijmegen en wapen van Gelderland (1920), voor het kantoor van de Nijmeegsche Bankvereeniging Van Engelenburg & Schippers.
- heilige Catharina van Sienna (1923) aan de gevel van het Catharinaklooster van de Dominicanessen van Voorschoten, Torenstraat in Sambeek.[3]
- heiligenbeelden Aloysius van Gonzaga, Ignatius van Loyola, Petrus Canisius en Jan Berchmans (1925) voor het Canisius College.
- St. Jozef (1926) voor de Lourdesparochie in Nijmegen.
- Christus Koning (1932), Berg en Dal.
- Reliefportret M.J. Rödel-Echtermeijer (1920), Nijmegen

## Galerij

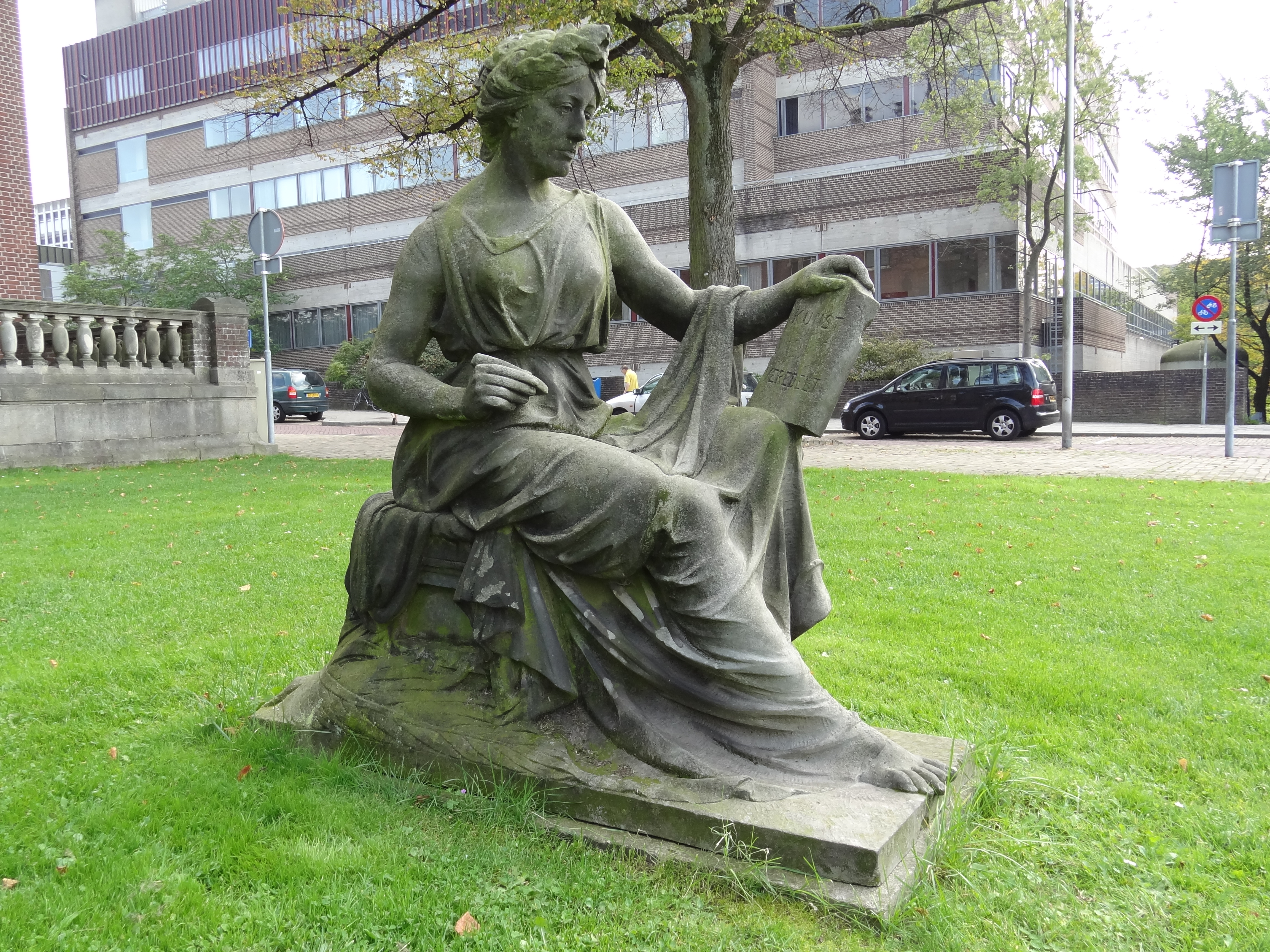
Muze van de Kunst (1914-1915)
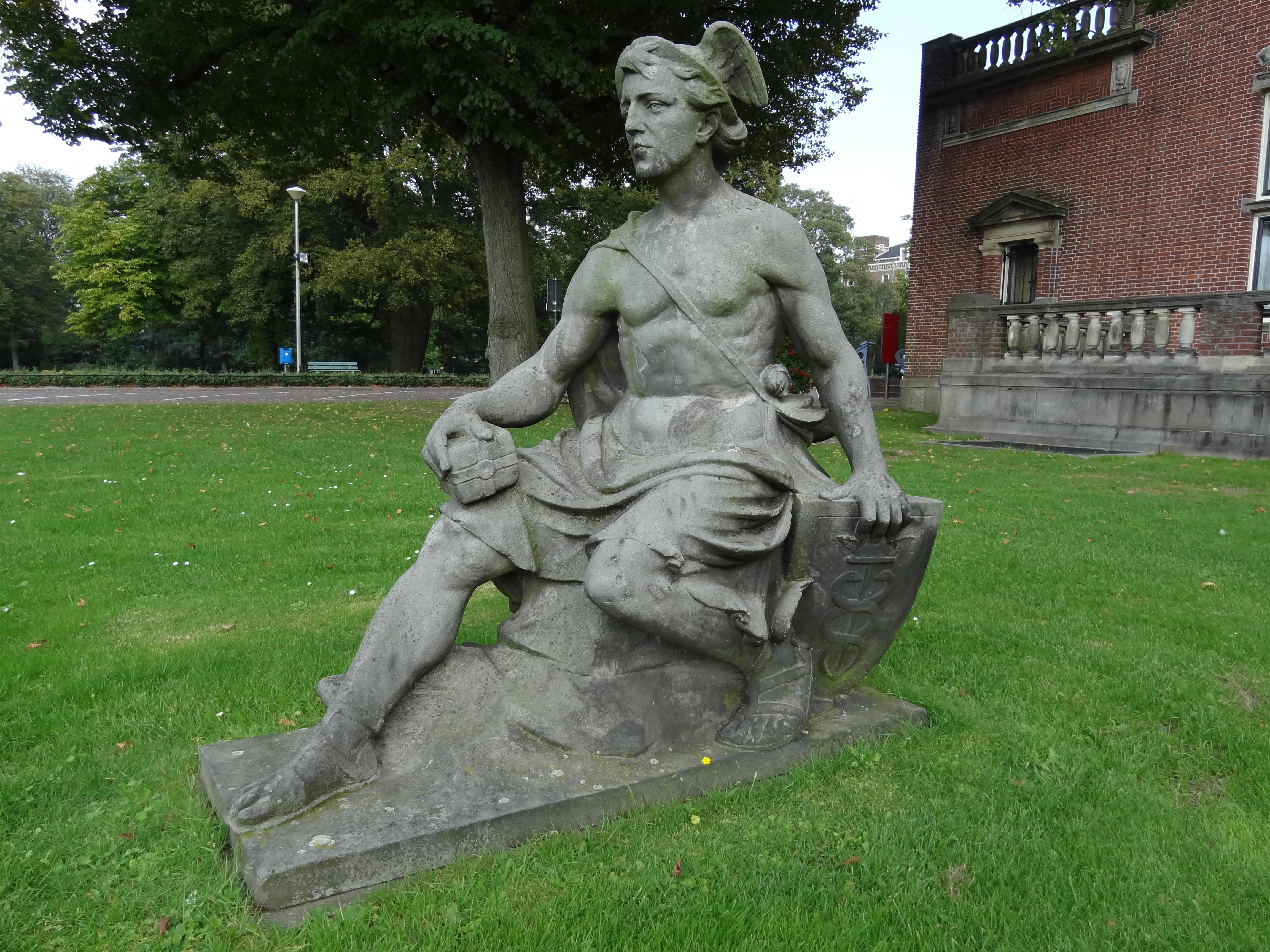
Mercurius voor Huize Heijendaal (1914-1915)
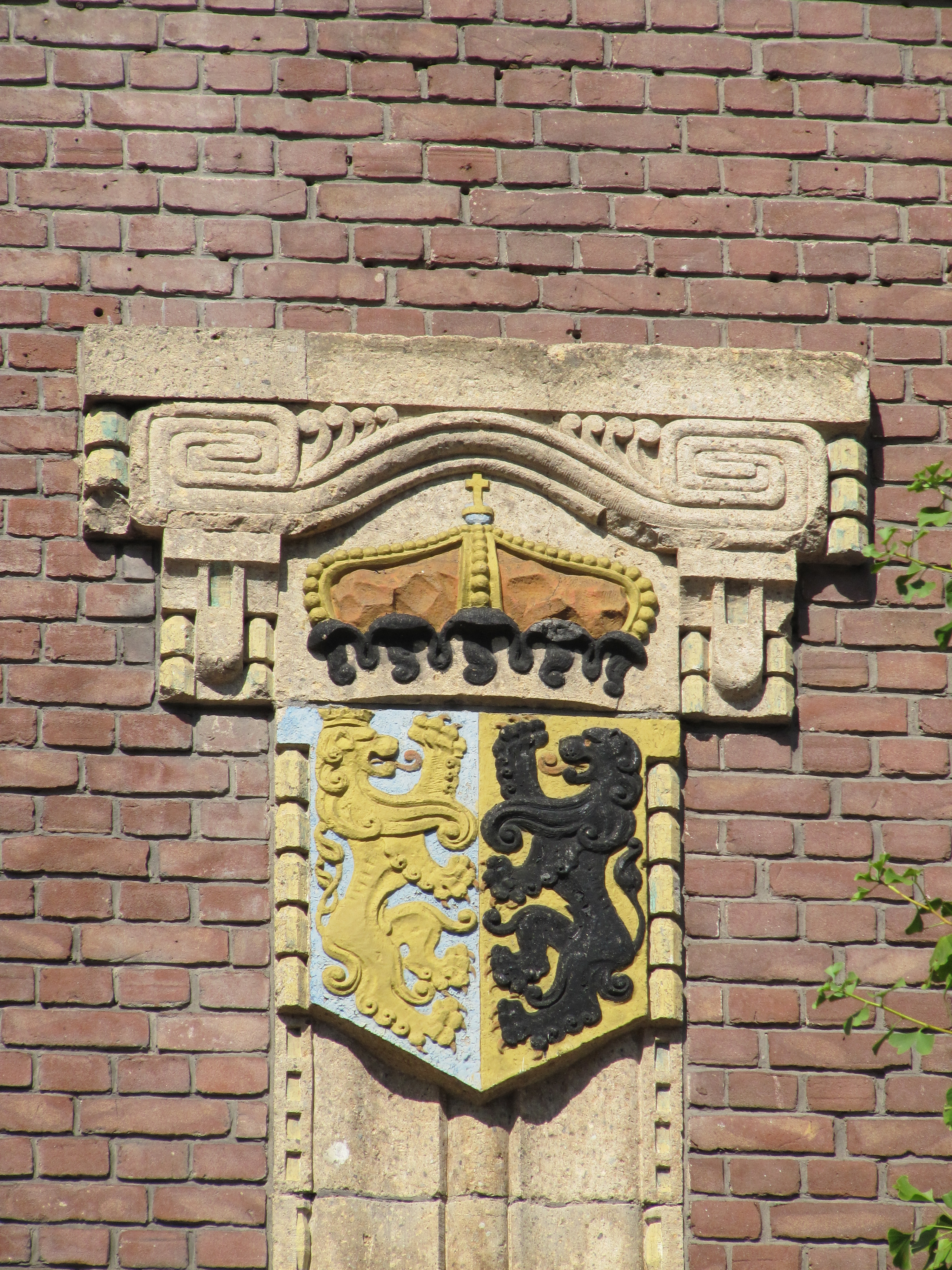
Wapen van Gelderland

- RKD-Nederlands Instituut voor Kunstgeschiedenis: 26843